# Aliança Popular Revolucionária Americana
A Aliança Popular Revolucionária Americana (em castelhano: Alianza Popular Revolucionaria Americana), também denominado Partido Aprista Peruano, e mais conhecido pelas siglas APRA ou PAP, é um movimento político latino-americano de esquerda fundado no México em 7 de maio de 1924 por Víctor Raúl Haya de la Torre. Originalmente projetado para ser uma rede agregadora de movimentos sociais de esquerda anti-imperialista dos países latino-americanos, foi posteriormente transformado em partido político no Peru, tendo sido oficialmente registrado para tal finalidade em 20 de setembro de 1930.

## Histórico
É o partido político mais longevo em atividade no Peru e sua trajetória política é marcada por ter sofrido diversas deposições decorrentes de golpes de Estado cívicos-militares após vitórias eleitorais contundentes, além de ter sido criminalizado e posto na ilegalidade durante a vigência de regimes ditatoriais tanto civis quanto militares.
O APRA somente viria a chegar ao poder somente durante a década de 1980 com a eleição presidencial de Alan García, um dos mais destacados discípulos de De la Torre, nas eleições gerais de 1985. O mesmo García voltou a assegurar nova vitória eleitoral para o partido numa disputa presidencial nas eleições gerais de 2006, sendo esta a última oportunidade em que o APRA foi bem sucedido numa disputa eleitoral majoritária.
Atualmente, o partido encontra-se inabilitado a disputar pleitos eleitorais após perder seu registro eleitoral junto ao Juizado Nacional de Eleições (JNE) após boicotar sua participação na eleição parlamentar de 2020 por divergências internas.

## Resultados eleitorais

### Eleições presidenciais
| Ano  | Candidatos                    | CI. | Votos                 | %           | Status     |
| ---- | ----------------------------- | --- | --------------------- | ----------- | ---------- |
| 1931 | Víctor Raúl Haya de la Torre  | 2º  | 106 088               | 35,38 / 100 | Não eleito |
| 1945 | José Luis Bustamante y Rivero | 1º  | 305 590               | 66,96 / 100 | Eleito     |
| 1962 | Víctor Raúl Haya de la Torre  | 1º  | 557 077               | 32,98 / 100 | Eleito     |
| 1963 | Víctor Raúl Haya de la Torre  | 2º  | 623 501               | 34,36 / 100 | Não eleito |
| 1980 | Armando Villanueva            | 2º  | 1 129 991             | 27,40 / 100 | Não eleito |
| 1985 | Alan García                   | 1º  | 3 457 030             | 53,10 / 100 | Eleito     |
| 1990 | Luis Alva Castro              | 3º  | 1 507 905             | 22,64 / 100 | Não eleito |
| 1995 | Mercedes Cabanillas           | 3º  | 306 108               | 4,11 / 100  | Não eleito |
| 2000 | Abel Salinas Izaguirre        | 6º  | 152 519               | 1,38 / 100  | Não eleito |
| 2001 | Alan García                   | 2º  | 2 732 857 (1.º turno) | 25,78 / 100 | Não eleito |
| 2001 | Alan García                   | 2º  | 4 904 929 (2.º turno) | 46,92 / 100 | Não eleito |
| 2006 | Alan García                   | 2º  | 2 985 858 (1.º turno) | 24,32 / 100 | Eleito     |
| 2006 | Alan García                   | 1º  | 6 965 017 (2.º turno) | 52,63 / 100 | Eleito     |
| 2016 | Alan García                   | 5º  | 894 278               | 5,83 / 100  | Não eleito |

### Eleições parlamentares

#### Congresso bicameral (1945–1990)
| Eleições | Cl. | Votos válidos | %     | Senado   | Senado | Câmara dos Deputados | Câmara dos Deputados |
| Eleições | Cl. | Votos válidos | %     | Assentos | +/-    | %                    | Assentos             |
| -------- | --- | ------------- | ----- | -------- | ------ | -------------------- | -------------------- |
| 1945     | 2º  | 150 720       | 33.03 | 12 / 46  | Novo   | 43 / 132             | Novo                 |
| 1962     | 1º  | 557 007       | 32.97 | 25 / 55  | 13     | 85 / 186             | 42                   |
| 1963     | 2º  | 623 501       | 34.36 | 18 / 45  | 7      | 56 / 139             | 29                   |
| 1980     | 2º  | 1 144 203     | 27.40 | 18 / 60  | 0      | 58 / 180             | 2                    |
| 1985     | 1º  | 3 099 975     | 51.28 | 32 / 60  | 14     | 107 / 180            | 49                   |
| 1990     | 2º  | 1 288 461     | 24.78 | 16 / 60  | 16     | 53 / 180             | 54                   |

#### Congresso unicameral (1995–presente)
| Data | CI. | Votos válidos | %     | Congresso | +/- |
| ---- | --- | ------------- | ----- | --------- | --- |
| 1995 | 3º  | 285 526       | 6.53  | 8 / 120   | 45  |
| 2000 | 5º  | 546 930       | 5.51  | 6 / 120   | 2   |
| 2001 | 2º  | 1 857 416     | 19.71 | 28 / 120  | 22  |
| 2006 | 2º  | 2 213 623     | 20.59 | 36 / 120  | 8   |
| 2011 | 6º  | 825 030       | 6.43  | 4 / 120   | 36  |
| 2016 | 5º  | 1 013 735     | 8.31  | 5 / 130   | 1   |
| 2020 | 14º | 402 330       | 2.72  | 0 / 130   | 5   |